# Tour de Sibiu 2018
La 8.ª edición del Tour de Sibiu (oficialmente: Sibiu Cycling Tour) se celebró en el distrito de Sibiu en Rumania entre el 5 y el 8 de julio de 2018 con inicio y final en la ciudad de Sibiu. El recorrido consistió de un prólogo y tres etapas, de las cuales la última etapa se dividió en dos subetapas, para un total de cinco fracciones sobre una distancia total de 441,2 km.
La prueba hizo parte del UCI Europe Tour 2018 dentro de la categoría 2.1 y fue ganada por el ciclista colombiano Iván Ramiro Sosa del equipo Androni Giocattoli-Sidermec. El podio lo completaron los ciclistas rusos Alexey Rybalkin y Aleksandr Vlasov del equipo Gazprom-RusVelo.

## Equipos participantes
Tomaron parte en la carrera 19 equipos de los cuales 3 fueron de categoría Profesional Continental, 14 de categoría Continental y 2 selecciones nacionales, quienes formaron un pelotón de 106 ciclistas de los cuales terminaron 97. Los equipos participantes fueron:
| Equipos continentales profesionales (3)- Androni Giocattoli-Sidermec - CCC Sprandi Polkowice - Gazprom-RusVelo Equipos continentales (14)- Akros-Renfer - Amore & Vita-Prodir - Bike Aid - D'Amico-Utensilnord - Delta Cycling Rotterdam - Dukla Banská Bystrica - Elkov-Author - Illuminate - Inteja Dominican Cycling Team - Massi-Kuwait Team - Monkey Town Continental - MsTina-Focus - Sangemini-MG.Kvis - Team Novak Equipos nacionales (2)- Rumania - Moldavia |
| |

## Recorrido
El Tour de Sibiu dispuso de un prólogo y 4 etapas para un recorrido total de 441,2 km.
| Etapa       | Fecha    | Recorrido          | type                     | Distancia (km) | Ganador               | Líder            |
| ----------- | -------- | ------------------ | ------------------------ | -------------- | --------------------- | ---------------- |
| Prólogo     | 5 de jul | Sibiu – Sibiu      | contrarreloj individual  | 2,2            | Davide Ballerini      | Davide Ballerini |
| 1.ª etapa   | 6 de jul | Sibiu – Lago Bâlea | etapa de media montaña   | 91,2           | Iván Ramiro Sosa      | Iván Ramiro Sosa |
| 2.ª etapa   | 7 de jul | Sibiu – Păltiniș   | etapa de montaña         | 185,4          | etapa cancelada       | Iván Ramiro Sosa |
| 3.ª etapa A | 8 de jul | Cisnădie – Sibiu   | contrarreloj por equipos | 9,6            | CCC Sprandi Polkowice | Iván Ramiro Sosa |
| 3.ª etapa B | 8 de jul | Sibiu – Sibiu      | etapa llana              | 152,8          | Jason van Dalen       | Iván Ramiro Sosa |

## Desarrollo de la carrera

### Prólogo
| Sibiu - Sibiu | contrarreloj individual | (2,2 km) |

| \| Clasificación de la etapa \| Clasificación de la etapa \| Clasificación de la etapa \| Clasificación de la etapa \| Clasificación de la etapa \| \| Ciclista \| Ciclista \| Equipo \| Tiempo \| \| \| ------------------------- \| ------------------------- \| --------------------------- \| ------------------------- \| ------------------------- \| \| 1.º \| Davide Ballerini \| Androni Giocattoli-Sidermec \| 2 min 59 s \| \| \| 2.º \| Riccardo Stacchiotti \| MSTina-Focus \| + 2 s \| \| \| 3.º \| Ivar Slik \| Monkey Town Continental \| + 3 s \| \| \| 4.º \| Jason van Dalen \| Delta Cycling Rotterdam \| + 3 s \| \| \| 5.º \| Andrea Vendrame \| Androni Giocattoli-Sidermec \| + 3 s \| \| \| 6.º \| Adrian Kurek \| CCC Sprandi Polkowice \| + 4 s \| \| \| 7.º \| Martin Laas \| Illuminate \| + 4 s \| \| \| 8.º \| Nicolas Marini \| MSTina-Focus \| + 5 s \| \| \| 9.º \| Eduard-Michael Grosu \| Rumania \| + 5 s \| \| \| 10.º \| Wim Kleiman \| Monkey Town Continental \| + 5 s \| \| |                      |                             |            |
| |                      |                             |            |
| Fuente: ProCyclingStats |                      |                             |            |
| Clasificación de la etapa |                      |                             |            |
| Ciclista | Ciclista             | Equipo                      | Tiempo     |
| 1.º | Davide Ballerini     | Androni Giocattoli-Sidermec | 2 min 59 s |
| 2.º | Riccardo Stacchiotti | MSTina-Focus                | + 2 s      |
| 3.º | Ivar Slik            | Monkey Town Continental     | + 3 s      |
| 4.º | Jason van Dalen      | Delta Cycling Rotterdam     | + 3 s      |
| 5.º | Andrea Vendrame      | Androni Giocattoli-Sidermec | + 3 s      |
| 6.º | Adrian Kurek         | CCC Sprandi Polkowice       | + 4 s      |
| 7.º | Martin Laas          | Illuminate                  | + 4 s      |
| 8.º | Nicolas Marini       | MSTina-Focus                | + 5 s      |
| 9.º | Eduard-Michael Grosu | Rumania                     | + 5 s      |
| 10.º | Wim Kleiman          | Monkey Town Continental     | + 5 s      |

| \| Clasificación general \| Clasificación general \| Clasificación general \| Clasificación general \| Clasificación general \| \| Ciclista \| Ciclista \| Equipo \| Tiempo \| \| \| --------------------- \| --------------------- \| --------------------------- \| --------------------- \| --------------------- \| \| 1.º \| Davide Ballerini \| Androni Giocattoli-Sidermec \| 2 min 59 s \| \| \| 2.º \| Riccardo Stacchiotti \| MSTina-Focus \| + 2 s \| \| \| 3.º \| Ivar Slik \| Monkey Town Continental \| + 3 s \| \| \| 4.º \| Jason van Dalen \| Delta Cycling Rotterdam \| + 3 s \| \| \| 5.º \| Andrea Vendrame \| Androni Giocattoli-Sidermec \| + 3 s \| \| \| 6.º \| Adrian Kurek \| CCC Sprandi Polkowice \| + 4 s \| \| \| 7.º \| Martin Laas \| Illuminate \| + 4 s \| \| \| 8.º \| Nicolas Marini \| MSTina-Focus \| + 5 s \| \| \| 9.º \| Eduard-Michael Grosu \| Rumania \| + 5 s \| \| \| 10.º \| Wim Kleiman \| Monkey Town Continental \| + 5 s \| \| |                      |                             |            |
| |                      |                             |            |
| Fuente: ProCyclingStats |                      |                             |            |
| Clasificación general |                      |                             |            |
| Ciclista | Ciclista             | Equipo                      | Tiempo     |
| 1.º | Davide Ballerini     | Androni Giocattoli-Sidermec | 2 min 59 s |
| 2.º | Riccardo Stacchiotti | MSTina-Focus                | + 2 s      |
| 3.º | Ivar Slik            | Monkey Town Continental     | + 3 s      |
| 4.º | Jason van Dalen      | Delta Cycling Rotterdam     | + 3 s      |
| 5.º | Andrea Vendrame      | Androni Giocattoli-Sidermec | + 3 s      |
| 6.º | Adrian Kurek         | CCC Sprandi Polkowice       | + 4 s      |
| 7.º | Martin Laas          | Illuminate                  | + 4 s      |
| 8.º | Nicolas Marini       | MSTina-Focus                | + 5 s      |
| 9.º | Eduard-Michael Grosu | Rumania                     | + 5 s      |
| 10.º | Wim Kleiman          | Monkey Town Continental     | + 5 s      |

### 1.ª etapa
| Sibiu - Lago Bâlea | etapa de media montaña | (91,2 km) |

| \| Clasificación de la etapa \| Clasificación de la etapa \| Clasificación de la etapa \| Clasificación de la etapa \| Clasificación de la etapa \| \| Ciclista \| Ciclista \| Equipo \| Tiempo \| \| \| ------------------------- \| ------------------------- \| --------------------------- \| ------------------------- \| ------------------------- \| \| 1.º \| Iván Ramiro Sosa \| Androni Giocattoli-Sidermec \| 2 h 34 min 11 s \| \| \| 2.º \| Alexey Rybalkin \| Gazprom-RusVelo \| + 38 s \| \| \| 3.º \| Antonio Santoro \| Monkey Town Continental \| + 55 s \| \| \| 4.º \| Aleksandr Vlásov \| Gazprom-RusVelo \| + 56 s \| \| \| 5.º \| Amaro Antunes \| CCC Sprandi Polkowice \| + 56 s \| \| \| 6.º \| Maxim Rusnac \| Moldavia \| + 1 min 39 s \| \| \| 7.º \| Michele Gazzara \| Sangemini-MG.Kvis-Vega \| + 1 min 39 s \| \| \| 8.º \| Ivan Martinelli \| D'Amico-Utensilnord \| + 1 min 41 s \| \| \| 9.º \| Nicola Gaffurini \| Sangemini-MG.Kvis-Vega \| + 1 min 52 s \| \| \| 10.º \| Colin Stüssi \| Amore & Vita-Prodir \| + 2 min 01 s \| \| |                  |                             |                 |
| |                  |                             |                 |
| Fuente: ProCyclingStats |                  |                             |                 |
| Clasificación de la etapa |                  |                             |                 |
| Ciclista | Ciclista         | Equipo                      | Tiempo          |
| 1.º | Iván Ramiro Sosa | Androni Giocattoli-Sidermec | 2 h 34 min 11 s |
| 2.º | Alexey Rybalkin  | Gazprom-RusVelo             | + 38 s          |
| 3.º | Antonio Santoro  | Monkey Town Continental     | + 55 s          |
| 4.º | Aleksandr Vlásov | Gazprom-RusVelo             | + 56 s          |
| 5.º | Amaro Antunes    | CCC Sprandi Polkowice       | + 56 s          |
| 6.º | Maxim Rusnac     | Moldavia                    | + 1 min 39 s    |
| 7.º | Michele Gazzara  | Sangemini-MG.Kvis-Vega      | + 1 min 39 s    |
| 8.º | Ivan Martinelli  | D'Amico-Utensilnord         | + 1 min 41 s    |
| 9.º | Nicola Gaffurini | Sangemini-MG.Kvis-Vega      | + 1 min 52 s    |
| 10.º | Colin Stüssi     | Amore & Vita-Prodir         | + 2 min 01 s    |

| \| Clasificación general \| Clasificación general \| Clasificación general \| Clasificación general \| Clasificación general \| \| Ciclista \| Ciclista \| Equipo \| Tiempo \| \| \| --------------------- \| --------------------- \| --------------------------- \| --------------------- \| --------------------- \| \| 1.º \| Iván Ramiro Sosa \| Androni Giocattoli-Sidermec \| 2 h 37 min 24 s \| \| \| 2.º \| Alexey Rybalkin \| Gazprom-RusVelo \| + 45 s \| \| \| 3.º \| Antonio Santoro \| Monkey Town Continental \| + 58 s \| \| \| 4.º \| Aleksandr Vlásov \| Gazprom-RusVelo \| + 1 min 01 s \| \| \| 5.º \| Amaro Antunes \| CCC Sprandi Polkowice \| + 1 min 12 s \| \| \| 6.º \| Maxim Rusnac \| Moldavia \| + 1 min 38 s \| \| \| 7.º \| Michele Gazzara \| Sangemini-MG.Kvis-Vega \| + 1 min 40 s \| \| \| 8.º \| Ivan Martinelli \| D'Amico-Utensilnord \| + 1 min 51 s \| \| \| 9.º \| Colin Stüssi \| Amore & Vita-Prodir \| + 2 min 01 s \| \| \| 10.º \| Nicola Gaffurini \| Sangemini-MG.Kvis-Vega \| + 2 min 06 s \| \| |                  |                             |                 |
| |                  |                             |                 |
| Fuente: ProCyclingStats |                  |                             |                 |
| Clasificación general |                  |                             |                 |
| Ciclista | Ciclista         | Equipo                      | Tiempo          |
| 1.º | Iván Ramiro Sosa | Androni Giocattoli-Sidermec | 2 h 37 min 24 s |
| 2.º | Alexey Rybalkin  | Gazprom-RusVelo             | + 45 s          |
| 3.º | Antonio Santoro  | Monkey Town Continental     | + 58 s          |
| 4.º | Aleksandr Vlásov | Gazprom-RusVelo             | + 1 min 01 s    |
| 5.º | Amaro Antunes    | CCC Sprandi Polkowice       | + 1 min 12 s    |
| 6.º | Maxim Rusnac     | Moldavia                    | + 1 min 38 s    |
| 7.º | Michele Gazzara  | Sangemini-MG.Kvis-Vega      | + 1 min 40 s    |
| 8.º | Ivan Martinelli  | D'Amico-Utensilnord         | + 1 min 51 s    |
| 9.º | Colin Stüssi     | Amore & Vita-Prodir         | + 2 min 01 s    |
| 10.º | Nicola Gaffurini | Sangemini-MG.Kvis-Vega      | + 2 min 06 s    |

### 2.ª etapa
| Sibiu - Păltiniș | etapa de montaña | (185,4 km) |

Etapa interrumpida y cancelada debido a condiciones climáticas adversas.

### 3.ª etapa A
| Cisnădie - Sibiu | contrarreloj por equipos | (9,6 km) |

| \| Clasificación de la etapa \| Clasificación de la etapa \| Clasificación de la etapa \| Clasificación de la etapa \| Clasificación de la etapa \| Clasificación de la etapa \| \| Equipo \| Equipo \| Tiempo \| Diferencia \| Promedio \| \| \| ------------------------- \| --------------------------- \| ------------------------- \| ------------------------- \| ------------------------- \| ------------------------- \| \| 1.º \| CCC Sprandi Polkowice \| 11 min 26 s \| 0 s \| 50.379 km/h \| \| \| 2.º \| Gazprom-RusVelo \| 11 min 35 s \| + 9 s \| 49.727 km/h \| \| \| 3.º \| Elkov-Author \| 11 min 37 s \| + 11 s \| 49.584 km/h \| \| \| 4.º \| Androni Giocattoli-Sidermec \| 11 min 40 s \| + 14 s \| 49.371 km/h \| \| \| 5.º \| Akros-Renfer \| 11 min 51 s \| + 25 s \| 48.608 km/h \| \| \| 6.º \| Delta Cycling Rotterdam \| 11 min 52 s \| + 26 s \| 48.539 km/h \| \| \| 7.º \| Monkey Town Continental \| 11 min 56 s \| + 30 s \| 48.268 km/h \| \| \| 8.º \| Sangemini-MG.Kvis \| 12 min 01 s \| + 35 s \| 47.933 km/h \| \| \| 9.º \| D'Amico-Utensilnord \| 12 min 08 s \| + 42 s \| 47.473 km/h \| \| \| 10.º \| Dukla Banská Bystrica \| 12 min 23 s \| + 57 s \| 46.514 km/h \| \| |                             |             |            |             |
| |                             |             |            |             |
| Fuente: ProCyclingStats |                             |             |            |             |
| Clasificación de la etapa |                             |             |            |             |
| Equipo | Equipo                      | Tiempo      | Diferencia | Promedio    |
| 1.º | CCC Sprandi Polkowice       | 11 min 26 s | 0 s        | 50.379 km/h |
| 2.º | Gazprom-RusVelo             | 11 min 35 s | + 9 s      | 49.727 km/h |
| 3.º | Elkov-Author                | 11 min 37 s | + 11 s     | 49.584 km/h |
| 4.º | Androni Giocattoli-Sidermec | 11 min 40 s | + 14 s     | 49.371 km/h |
| 5.º | Akros-Renfer                | 11 min 51 s | + 25 s     | 48.608 km/h |
| 6.º | Delta Cycling Rotterdam     | 11 min 52 s | + 26 s     | 48.539 km/h |
| 7.º | Monkey Town Continental     | 11 min 56 s | + 30 s     | 48.268 km/h |
| 8.º | Sangemini-MG.Kvis           | 12 min 01 s | + 35 s     | 47.933 km/h |
| 9.º | D'Amico-Utensilnord         | 12 min 08 s | + 42 s     | 47.473 km/h |
| 10.º | Dukla Banská Bystrica       | 12 min 23 s | + 57 s     | 46.514 km/h |

| \| Clasificación general \| Clasificación general \| Clasificación general \| Clasificación general \| Clasificación general \| \| Ciclista \| Ciclista \| Equipo \| Tiempo \| \| \| --------------------- \| --------------------- \| --------------------------- \| --------------------- \| --------------------- \| \| 1.º \| Iván Ramiro Sosa \| Androni Giocattoli-Sidermec \| 2 h 52 min 17 s \| \| \| 2.º \| Alexey Rybalkin \| Gazprom-RusVelo \| + 47 s \| \| \| 3.º \| Aleksandr Vlásov \| Gazprom-RusVelo \| + 1 min 01 s \| \| \| 4.º \| Amaro Antunes \| CCC Sprandi Polkowice \| + 1 min 14 s \| \| \| 5.º \| Antonio Santoro \| Monkey Town Continental \| + 1 min 17 s \| \| \| 6.º \| Michele Gazzara \| Sangemini-MG.Kvis-Vega \| + 2 min 02 s \| \| \| 7.º \| Jan Bárta \| Elkov-Author \| + 2 min 09 s \| \| \| 8.º \| Alessandro Bisolti \| Androni Giocattoli-Sidermec \| + 2 min 24 s \| \| \| 9.º \| Ivan Martinelli \| D'Amico-Utensilnord \| + 2 min 29 s \| \| \| 10.º \| Nicola Gaffurini \| Sangemini-MG.Kvis-Vega \| + 2 min 41 s \| \| |                    |                             |                 |
| |                    |                             |                 |
| Fuente: ProCyclingStats |                    |                             |                 |
| Clasificación general |                    |                             |                 |
| Ciclista | Ciclista           | Equipo                      | Tiempo          |
| 1.º | Iván Ramiro Sosa   | Androni Giocattoli-Sidermec | 2 h 52 min 17 s |
| 2.º | Alexey Rybalkin    | Gazprom-RusVelo             | + 47 s          |
| 3.º | Aleksandr Vlásov   | Gazprom-RusVelo             | + 1 min 01 s    |
| 4.º | Amaro Antunes      | CCC Sprandi Polkowice       | + 1 min 14 s    |
| 5.º | Antonio Santoro    | Monkey Town Continental     | + 1 min 17 s    |
| 6.º | Michele Gazzara    | Sangemini-MG.Kvis-Vega      | + 2 min 02 s    |
| 7.º | Jan Bárta          | Elkov-Author                | + 2 min 09 s    |
| 8.º | Alessandro Bisolti | Androni Giocattoli-Sidermec | + 2 min 24 s    |
| 9.º | Ivan Martinelli    | D'Amico-Utensilnord         | + 2 min 29 s    |
| 10.º | Nicola Gaffurini   | Sangemini-MG.Kvis-Vega      | + 2 min 41 s    |

### 3.ª etapa B
| Sibiu - Sibiu | etapa llana | (152,8 km) |

| \| Clasificación de la etapa \| Clasificación de la etapa \| Clasificación de la etapa \| Clasificación de la etapa \| Clasificación de la etapa \| \| Ciclista \| Ciclista \| Equipo \| Tiempo \| \| \| ------------------------- \| ------------------------- \| --------------------------- \| ------------------------- \| ------------------------- \| \| 1.º \| Jason van Dalen \| Delta Cycling Rotterdam \| 3 h 26 min 39 s \| \| \| 2.º \| Eduard-Michael Grosu \| Rumania \| + 0 s \| \| \| 3.º \| Davide Ballerini \| Androni Giocattoli-Sidermec \| + 0 s \| \| \| 4.º \| Stefan Bissegger \| Akros-Renfer \| + 0 s \| \| \| 5.º \| Andrea Vendrame \| Androni Giocattoli-Sidermec \| + 0 s \| \| \| 6.º \| Francesco Bettini \| D'Amico-Utensilnord \| + 0 s \| \| \| 7.º \| Luuc Bugter \| Delta Cycling Rotterdam \| + 0 s \| \| \| 8.º \| Martin Laas \| Illuminate \| + 0 s \| \| \| 9.º \| Riccardo Stacchiotti \| MSTina-Focus \| + 0 s \| \| \| 10.º \| Wojciech Sykała \| Wibatech Merx 7R \| + 0 s \| \| |                      |                             |                 |
| |                      |                             |                 |
| Fuente: ProCyclingStats |                      |                             |                 |
| Clasificación de la etapa |                      |                             |                 |
| Ciclista | Ciclista             | Equipo                      | Tiempo          |
| 1.º | Jason van Dalen      | Delta Cycling Rotterdam     | 3 h 26 min 39 s |
| 2.º | Eduard-Michael Grosu | Rumania                     | + 0 s           |
| 3.º | Davide Ballerini     | Androni Giocattoli-Sidermec | + 0 s           |
| 4.º | Stefan Bissegger     | Akros-Renfer                | + 0 s           |
| 5.º | Andrea Vendrame      | Androni Giocattoli-Sidermec | + 0 s           |
| 6.º | Francesco Bettini    | D'Amico-Utensilnord         | + 0 s           |
| 7.º | Luuc Bugter          | Delta Cycling Rotterdam     | + 0 s           |
| 8.º | Martin Laas          | Illuminate                  | + 0 s           |
| 9.º | Riccardo Stacchiotti | MSTina-Focus                | + 0 s           |
| 10.º | Wojciech Sykała      | Wibatech Merx 7R            | + 0 s           |

## Clasificaciones finales
Las clasificaciones finalizaron de la siguiente forma:

### Clasificación general
| \| Clasificación general \| Clasificación general \| Clasificación general \| Clasificación general \| Clasificación general \| \| Ciclista \| Ciclista \| Equipo \| Tiempo \| \| \| --------------------- \| --------------------- \| --------------------------- \| --------------------- \| --------------------- \| \| 1.º \| Iván Ramiro Sosa \| Androni Giocattoli-Sidermec \| 6 h 15 min 41 s \| \| \| 2.º \| Alexey Rybalkin \| Gazprom-RusVelo \| + 40 s \| \| \| 3.º \| Aleksandr Vlásov \| Gazprom-RusVelo \| + 56 s \| \| \| 4.º \| Amaro Antunes \| CCC Sprandi Polkowice \| + 58 s \| \| \| 5.º \| Antonio Santoro \| Monkey Town Continental \| + 1 min 14 s \| \| \| 6.º \| Michele Gazzara \| Sangemini-MG.Kvis-Vega \| + 2 min 01 s \| \| \| 7.º \| Jan Bárta \| Elkov-Author \| + 2 min 12 s \| \| \| 8.º \| Ivan Martinelli \| D'Amico-Utensilnord \| + 2 min 19 s \| \| \| 9.º \| Alessandro Bisolti \| Androni Giocattoli-Sidermec \| + 2 min 20 s \| \| \| 10.º \| Nicola Gaffurini \| Sangemini-MG.Kvis-Vega \| + 2 min 27 s \| \| |                    |                             |                 |
| |                    |                             |                 |
| Fuente: ProCyclingStats |                    |                             |                 |
| Clasificación general |                    |                             |                 |
| Ciclista | Ciclista           | Equipo                      | Tiempo          |
| 1.º | Iván Ramiro Sosa   | Androni Giocattoli-Sidermec | 6 h 15 min 41 s |
| 2.º | Alexey Rybalkin    | Gazprom-RusVelo             | + 40 s          |
| 3.º | Aleksandr Vlásov   | Gazprom-RusVelo             | + 56 s          |
| 4.º | Amaro Antunes      | CCC Sprandi Polkowice       | + 58 s          |
| 5.º | Antonio Santoro    | Monkey Town Continental     | + 1 min 14 s    |
| 6.º | Michele Gazzara    | Sangemini-MG.Kvis-Vega      | + 2 min 01 s    |
| 7.º | Jan Bárta          | Elkov-Author                | + 2 min 12 s    |
| 8.º | Ivan Martinelli    | D'Amico-Utensilnord         | + 2 min 19 s    |
| 9.º | Alessandro Bisolti | Androni Giocattoli-Sidermec | + 2 min 20 s    |
| 10.º | Nicola Gaffurini   | Sangemini-MG.Kvis-Vega      | + 2 min 27 s    |

### Clasificación por puntos
| Clasificación por puntos | Clasificación por puntos | Clasificación por puntos    | Clasificación por puntos | Clasificación por puntos |
| Ciclista                 | Ciclista                 | Equipo                      | Puntos                   |                          |
| ------------------------ | ------------------------ | --------------------------- | ------------------------ | ------------------------ |
| 1.º                      | Iván Ramiro Sosa         | Androni Giocattoli-Sidermec | 25 pts                   |                          |
| 2.º                      | Jason van Dalen          | Delta Cycling Rotterdam     | 25 pts                   |                          |
| 3.º                      | Alexey Rybalkin          | Gazprom-RusVelo             | 20 pts                   |                          |
| 4.º                      | Eduard-Michael Grosu     | Rumania                     | 20 pts                   |                          |
| 5.º                      | Antonio Santoro          | Monkey Town Continental     | 16 pts                   |                          |
| 6.º                      | Davide Ballerini         | Androni Giocattoli-Sidermec | 16 pts                   |                          |
| 7.º                      | Aleksandr Vlásov         | Gazprom-RusVelo             | 14 pts                   |                          |
| 8.º                      | Stefan Bissegger         | Akros-Renfer                | 14 pts                   |                          |
| 9.º                      | Amaro Antunes            | CCC Sprandi Polkowice       | 12 pts                   |                          |
| 10.º                     | Andrea Vendrame          | Androni Giocattoli-Sidermec | 12 pts                   |                          |

### Clasificación de las metas volantes
| Clasificación de las metas volantes | Clasificación de las metas volantes | Clasificación de las metas volantes | Clasificación de las metas volantes | Clasificación de las metas volantes |
| Ciclista                            | Ciclista                            | Equipo                              | Puntos                              |                                     |
| ----------------------------------- | ----------------------------------- | ----------------------------------- | ----------------------------------- | ----------------------------------- |
| 1.º                                 | Adriaan Janssen                     | Delta Cycling Rotterdam             | 8 pts                               |                                     |
| 2.º                                 | Daniel Crista                       | Rumania                             | 7 pts                               |                                     |
| 3.º                                 | Adrian Kurek                        | CCC Sprandi Polkowice               | 3 pts                               |                                     |
| 4.º                                 | Ettore Carlini                      | D'Amico-Utensilnord                 | 2 pts                               |                                     |
| 5.º                                 | Mattia Frapporti                    | Androni Giocattoli-Sidermec         | 1 pt                                |                                     |
| 6.º                                 | Simon Pellaud                       | Illuminate                          | 1 pt                                |                                     |
| 7.º                                 | Franco Orocito                      | D'Amico-Utensilnord                 | 1 pt                                |                                     |
| 8.º                                 | Riccardo Stacchiotti                | MSTina-Focus                        | 1 pt                                |                                     |

### Clasificación de la montaña
| Clasificación de la montaña | Clasificación de la montaña | Clasificación de la montaña | Clasificación de la montaña | Clasificación de la montaña |
| Ciclista                    | Ciclista                    | Equipo                      | Puntos                      |                             |
| --------------------------- | --------------------------- | --------------------------- | --------------------------- | --------------------------- |
| 1.º                         | Iván Ramiro Sosa            | Androni Giocattoli-Sidermec | 20 pts                      |                             |
| 2.º                         | Alexey Rybalkin             | Gazprom-RusVelo             | 18 pts                      |                             |
| 3.º                         | Antonio Santoro             | Monkey Town Continental     | 16 pts                      |                             |
| 4.º                         | Aleksandr Vlásov            | Gazprom-RusVelo             | 14 pts                      |                             |
| 5.º                         | Amaro Antunes               | CCC Sprandi Polkowice       | 12 pts                      |                             |
| 6.º                         | Maxim Rusnac                | Moldavia                    | 10 pts                      |                             |
| 7.º                         | Michele Gazzara             | Sangemini-MG.Kvis-Vega      | 8 pts                       |                             |
| 8.º                         | Ivan Martinelli             | D'Amico-Utensilnord         | 7 pts                       |                             |
| 9.º                         | Nicola Gaffurini            | Sangemini-MG.Kvis-Vega      | 6 pts                       |                             |
| 10.º                        | Colin Stüssi                | Amore & Vita-Prodir         | 5 pts                       |                             |

### Clasificación de los jóvenes
| Clasificación del mejor joven | Clasificación del mejor joven | Clasificación del mejor joven | Clasificación del mejor joven | Clasificación del mejor joven |
| Ciclista                      | Ciclista                      | Equipo                        | Tiempo                        |                               |
| ----------------------------- | ----------------------------- | ----------------------------- | ----------------------------- | ----------------------------- |
| 1.º                           | Iván Ramiro Sosa              | Androni Giocattoli-Sidermec   | 6 h 15 min 41 s               |                               |
| 2.º                           | Aleksandr Vlásov              | Gazprom-RusVelo               | + 56 s                        |                               |
| 3.º                           | Yannis Voisard                | Akros-Renfer                  | + 3 min 02 s                  |                               |
| 4.º                           | Sjoerd Bax                    | Delta Cycling Rotterdam       | + 4 min 28 s                  |                               |
| 5.º                           | Emil Dima                     | MSTina-Focus                  | + 6 min 40 s                  |                               |
| 6.º                           | Joel Suter                    | Akros-Renfer                  | + 7 min 54 s                  |                               |
| 7.º                           | Juraj Bellan                  | Dukla Banská Bystrica         | + 9 min 18 s                  |                               |
| 8.º                           | Jens van den Dool             | Delta Cycling Rotterdam       | + 9 min 52 s                  |                               |
| 9.º                           | Dario Puccioni                | Sangemini-MG.Kvis-Vega        | + 10 min 09 s                 |                               |
| 10.º                          | Jakub Otruba                  | Elkov-Author                  | + 11 min 21 s                 |                               |

### Clasificación por equipos
| Clasificación por equipos | Clasificación por equipos   | Clasificación por equipos | Clasificación por equipos |
| Equipo                    | Equipo                      | Tiempo                    |                           |
| ------------------------- | --------------------------- | ------------------------- | ------------------------- |
| 1.º                       | Gazprom-RusVelo             | 18 h 29 min 56 s          |                           |
| 2.º                       | Sangemini-MG.Kvis           | + 5 s                     |                           |
| 3.º                       | Androni Giocattoli-Sidermec | + 3 min 43 s              |                           |
| 4.º                       | Monkey Town Continental     | + 3 min 46 s              |                           |
| 5.º                       | D'Amico-Utensilnord         | + 7 min 46 s              |                           |
| 6.º                       | Elkov-Author                | + 9 min 14 s              |                           |
| 7.º                       | Illuminate                  | + 10 min 25 s             |                           |
| 8.º                       | Akros-Renfer                | + 10 min 52 s             |                           |
| 9.º                       | Delta Cycling Rotterdam     | + 14 min 02 s             |                           |
| 10.º                      | MsTina-Focus                | + 16 min 08 s             |                           |

## Evolución de las clasificaciones
| Etapa                   | Vencedor                | Clasificación general | Clasificación por puntos | Clasificación de la montaña | Clasificación de las metas volantes | Clasificación de los jóvenes | Clasificación del mejor rumano | Clasificación por equipos |
| ----------------------- | ----------------------- | --------------------- | ------------------------ | --------------------------- | ----------------------------------- | ---------------------------- | ------------------------------ | ------------------------- |
| Prólogo                 | Davide Ballerini        | Davide Ballerini      | no se entregó            | no se entregó               | no se entregó                       | Jens van den Dool            | Eduard-Michael Grosu           | Delta Róterdam            |
| 1.ª                     | Iván Ramiro Sosa        | Iván Ramiro Sosa      | Iván Ramiro Sosa         | Iván Ramiro Sosa            | Adriaan Janssen                     | Iván Ramiro Sosa             | Emil Dima                      | Sangemini-MG.Kvis-Vega    |
| 2.ª                     | etapa cancelada         | Iván Ramiro Sosa      | Iván Ramiro Sosa         | Iván Ramiro Sosa            | Adriaan Janssen                     | Iván Ramiro Sosa             | Emil Dima                      | Sangemini-MG.Kvis-Vega    |
| 3.ª A                   | CCC Sprandi Polkowice   | Iván Ramiro Sosa      | Iván Ramiro Sosa         | Iván Ramiro Sosa            | Adriaan Janssen                     | Iván Ramiro Sosa             | Emil Dima                      | Gazprom-RusVelo           |
| 3.ª B                   | Jason van Dalen         | Iván Ramiro Sosa      | Iván Ramiro Sosa         | Iván Ramiro Sosa            | Adriaan Janssen                     | Iván Ramiro Sosa             | Emil Dima                      | Gazprom-RusVelo           |
| Clasificaciones finales | Clasificaciones finales | Iván Ramiro Sosa      | Iván Ramiro Sosa         | Iván Ramiro Sosa            | Adriaan Janssen                     | Iván Ramiro Sosa             | Emil Dima                      | Gazprom-RusVelo           |

## UCI World Ranking
El Tour de Sibiu otorga puntos para el UCI Europe Tour 2018 y el UCI World Ranking, este último para corredores de los equipos en las categorías UCI WorldTeam, Profesional Continental y Equipos Continentales. Las siguientes tablas muestran el baremo de puntuación y los 10 corredores que obtuvieron más puntos:
| Posición              | 1.º | 2.º | 3.º | 4.º | 5.º | 6.º | 7.º | 8.º | 9.º | 10.º | 11.º | 12.º | 13.º-15.º | 16.º-25.º |
| Clasificación general | 125 | 85  | 70  | 60  | 50  | 40  | 35  | 30  | 25  | 20   | 15   | 10   | 5         | 3         |
| Por etapa             | 14  | 5   | 3   |     |     |     |     |     |     |      |      |      |           |           |
| Líder                 | 3   |     |     |     |     |     |     |     |     |      |      |      |           |           |

| Clasificación | Clasificación      | Clasificación               | Clasificación | Clasificación | Clasificación | Clasificación |
| Posición      | Ciclista           | Equipo                      | General       | Etapa         | Líder         | Total         |
| ------------- | ------------------ | --------------------------- | ------------- | ------------- | ------------- | ------------- |
| 1.º           | Iván Ramiro Sosa   | Androni Giocattoli-Sidermec | 125           | 14            | 6             | 145           |
| 2.º           | Alexey Rybalkin    | Gazprom-RusVelo             | 85            | 5             | -             | 90            |
| 3.º           | Aleksandr Vlasov   | Gazprom-RusVelo             | 70            | -             | -             | 70            |
| 4.º           | Amaro Antunes      | CCC Sprandi Polkowice       | 60            | 3             | -             | 63            |
| 5.º           | Antonio Santoro    | Monkey Town Continental     | 50            | 3             | -             | 53            |
| 6.º           | Michele Gazzara    | Sangemini-MG.Kvis-Vega      | 40            | -             | -             | 40            |
| 7.º           | Jan Bárta          | Elkov-Author                | 35            | -             | -             | 35            |
| 8.º           | Ivan Martinelli    | D'Amico Utensilnord         | 30            | -             | -             | 30            |
| 9.º           | Alessandro Bisolti | Androni Giocattoli-Sidermec | 25            | -             | -             | 25            |
| 10.º          | Nicola Gaffurini   | Sangemini-MG.Kvis-Vega      | 20            | -             | -             | 20            |